# Emperador
Emperador, en valencien et en castillan (également connue sous les noms de Venta de l'Emperador, Llocnou d'Emperador ou La Venta), est une commune d'Espagne de la province de Valence dans la Communauté valencienne. Elle est située dans la comarque de l'Horta Nord et dans la zone à prédominance linguistique valencienne.

## Géographie

Localisation d'Emperador
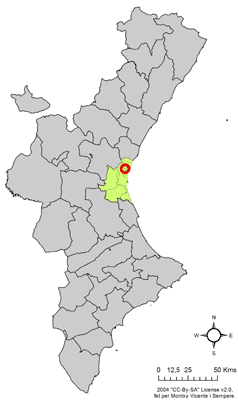
dans la Communauté valencienne.
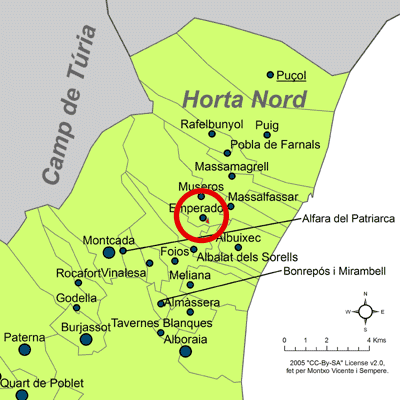
dans la comarque de l'Horta Nord.

## Histoire
Le 28 mars 1978, la commune fusionne avec la commune de Museros, selon le décret royal 581/1978. Cependant, la pression sociale était forte et en 1984, le Tribunal suprême statue en faveur des demandes de la population. Ainsi, Emperador redevient une commune le 28 janvier 1985. Entre 2006 et 2009, la commune double presque sa population, principalement due à la réalisation de 210 logements qui ont commencé à être livrés en 2007. L'opération fait que tout le terrain disponible est aujourd'hui construit.

### Sources et bibliographie
- (es) Varaciones de los municipios de España desde 1842, Ministerio de administraciones públicas, octobre 2008, 364 p. (lire en ligne) [PDF]
- (es) Francisco Álvarez, « Bienvenidos a Emperador, el pueblo más pequeño de España », El Mundo,‎ 27 novembre 2011 (lire en ligne, consulté le 8 octobre 2014)
- (es) « Emperador, el pueblo más pequeño de España », Las Provincias,‎ 30 novembre 2011 (lire en ligne, consulté le 8 octobre 2014)